# Могуа жовтоголовий
Могуа жовтоголовий (Mohoua ochrocephala) — невеликий комахоїдний птах із родини Mohouidae. Ендемік новозеландського острова Південний.
Вид розвивався на острові Південний, тоді як Mohoua albicilla на острові Північний і на декількох маленьких довколишніх островах. Ще у 1800-ті роки вид був поширений, особливо в букових лісах Нельсона і Марлборо аж до регіону Саутленд і острови Стюарт. На початку 20-го століття популяція виду сильно скоротилася через завезених щурів і куниць. Нині вид зник з 75 % свого первісного ареалу поширення. У Новій Зеландії вид отримав охоронний статус, що перебуває під загрозою, вид класифікується МСОП, як такий, що перебуває під загрозою. Для збереження виду цих птахів завезли на кілька вільних від хижаків островів, таких як Breaksea Island в Національному парку Фьордленд і на Ulva Island.
Вид зображено на зворотній стороні 100-доларовій купюрі Нової Зеландії.